# Saint-Geniès
Saint-Geniès è un comune francese di 932 abitanti situato nel dipartimento della Dordogna nella regione della Nuova Aquitania.

## Società

### Evoluzione demografica
Abitanti censiti